# Пустеля Карсон
Пустеля Карсон - пустеля, розташована в басейні озера Лахонтан в штаті Невада, США.

### Географічне положення та особливості
Пустеля Карсон - це пустеля що знаходиться в Лахонтанському басейні та пустельна долина в окрузі Черчелль,Штат Невада (Сполучені Штати Америки),Де щорічно випадає  приблизно 130 мм опадів. Пустеля - це низька долинна область (включаючи Карсон Раковина на півночі долини) між прилеглими гірськими хребтами, тоді як більший вододіл включає внутрішні схили демаркаційних хребтів. Пустеля була затоплена Озером Лахонтан під час Плейстоцен, і вододіл став частиною Невади Програма збереження безпеки у 2005 році.